# Letonia en los Juegos Olímpicos de Pyeongchang 2018
Letonia estuvo representada en los Juegos Olímpicos de Pyeongchang 2018 por un total de 34 deportistas que compitieron en 9 deportes. Responsable del equipo olímpico fue el Comité Olímpico Letón, así como las federaciones deportivas nacionales de cada deporte con participación.
El portador de la bandera en la ceremonia de apertura fue el piloto de bobsleigh Daumants Dreiškens.

## Medallistas
El equipo olímpico letón obtuvo las siguientes medallas:
| Nombre                         | Deporte   | Competición |
| ------------------------------ | --------- | ----------- |
| Oro                            |           |             |
| —                              |           |             |
| Plata                          |           |             |
| —                              |           |             |
| Bronce                         |           |             |
| Oskars Melbārdis Jānis Strenga | Bobsleigh | Doble M     |